# Mateusz Kowalczyk
Mateusz Kowalczyk [maˈteuʂ kɔˈvalt͡ʂɨk] (* 3. Mai 1987 in Chrzanów) ist ein polnischer Tennisspieler.

## Karriere
Kowalczyk spielt hauptsächlich Doppel, unter anderem mit seinem Landsmann Tomasz Bednarek. Er gewann bislang 18 Doppeltitel auf der Challenger Tour. 2010 zog er mit Bednarek ins Finale des Turniers in Belgrad ein, unterlag dort jedoch Santiago González und Travis Rettenmaier. Im selben Jahr gab er mit Bednarek auch sein Grand-Slam-Debüt bei den French Open. Dort schieden sie allerdings ebenso in der ersten Runde aus wie kurz darauf in Wimbledon. In der Saison 2013 erreichte er mit Bednarek das Finale in Stuttgart. In der Saison darauf erreichte er erneut das Endspiel in Stuttgart, diesmal mit Artem Sitak, und gewann nach einem Sieg in drei Sätzen seinen ersten Titel auf der World Tour.
2017 debütierte er für die polnische Davis-Cup-Mannschaft.

## Erfolge
| Legende (Anzahl der Siege)  |
| Grand Slam                  |
| ATP World Tour Finals       |
| ATP World Tour Masters 1000 |
| ATP World Tour 500          |
| ATP World Tour 250 (1)      |
| ATP Challenger Tour (18)    |

| ATP-Titel nach Belag |
| Hartplatz (0)        |
| Sand (1)             |
| Rasen (0)            |

### Doppel

#### Turniersiege

##### ATP World Tour
| Nr. | Datum         | Turnier   | Belag | Partner     | Finalgegner                           | Ergebnis         |
| --- | ------------- | --------- | ----- | ----------- | ------------------------------------- | ---------------- |
| 1.  | 13. Juli 2014 | Stuttgart | Sand  | Artem Sitak | Guillermo García López Philipp Oswald | 2:6, 6:1, [10:7] |

##### ATP Challenger Tour
| Nr. | Datum              | Turnier          | Belag         | Partner         | Finalgegner                              | Ergebnis          |
| --- | ------------------ | ---------------- | ------------- | --------------- | ---------------------------------------- | ----------------- |
| 1.  | 21. Juni 2008      | Bytom            | Sand          | Marcin Gawron   | Raphael Durek Błażej Koniusz             | 6:4, 3:6, [10:7]  |
| 2.  | 20. September 2009 | Stettin          | Sand          | Tomasz Bednarek | Oleksandr Dolhopolow Artem Smyrnow       | 6:3, 6:4          |
| 3.  | 11. Oktober 2009   | Tarragon         | Sand          | Tomasz Bednarek | Flavio Cipolla Alessandro Motti          | 6:1, 6:1          |
| 4.  | 25. Oktober 2009   | Florianópolis    | Sand          | Tomasz Bednarek | Daniel Gimeno Traver Pere Riba           | 6:1, 6:4          |
| 5.  | 18. April 2010     | Rom (1)          | Sand          | Tomasz Bednarek | Jeff Coetzee Jesse Witten                | 6:4, 7:64         |
| 6.  | 9. Oktober 2011    | Palermo          | Sand          | Tomasz Bednarek | Aljaksandr Bury Andrej Wassileuski       | 6:2, 6:4          |
| 7.  | 17. Juni 2012      | Košice           | Sand          | Tomasz Bednarek | Uladsimir Ihnazik Andrej Wassileuski     | 6:2, 5:7, [14:12] |
| 8.  | 1. Juli 2012       | Marburg          | Sand          | David Škoch     | Denis Mazukewitsch Mischa Zverev         | 6:2, 6:1          |
| 9.  | 7. Juli 2012       | Braunschweig (1) | Sand          | Tomasz Bednarek | Harri Heliövaara Denys Moltschanow       | 7:5, 6:71, [10:8] |
| 10. | 6. Juli 2013       | Braunschweig (2) | Sand          | Tomasz Bednarek | Andreas Siljeström Igor Zelenay          | 6:2, 7:64         |
| 11. | 17. Mai 2015       | Heilbronn        | Sand          | Igor Zelenay    | Dominik Meffert Tim Pütz                 | 6:4, 6:3          |
| 12. | 12. Juni 2015      | Prag             | Sand          | Igor Zelenay    | Roberto Maytín Miguel Ángel Reyes Varela | 6:2, 7:65         |
| 13. | 19. Juli 2015      | Posen (1)        | Sand          | Michail Jelgin  | Julio Peralta Matt Seeberger             | 3:6, 6:3, [10:6]  |
| 14. | 4. Oktober 2015    | Rom (2)          | Sand          | Tomasz Bednarek | Íñigo Cervantes Mark Vervoort            | 6:2, 6:1          |
| 15. | 23. Oktober 2016   | Brest            | Hartplatz (i) | Sander Arends   | Marco Chiudinelli Luca Vanni             | 6:72, 6:3, [10:5] |
| 16. | 24. Juni 2017      | Poprad-Tatry     | Sand          | Andreas Mies    | Luca Margaroli Sam Weissborn             | 6:3, 7:63         |
| 17. | 9. Juni 2018       | Posen (2)        | Sand          | Szymon Walków   | Attila Balázs Andrea Vavassori           | 7:5, 6:78, [10:8] |
| 18. | 5. August 2018     | Sopot            | Sand          | Szymon Walków   | Ruben Gonzales Nathaniel Lammons         | 7:66, 6:3         |

#### Finalteilnahmen
| Nr. | Datum         | Turnier   | Belag | Partner         | Finalgegner                          | Ergebnis         |
| --- | ------------- | --------- | ----- | --------------- | ------------------------------------ | ---------------- |
| 1.  | 9. Mai 2010   | Belgrad   | Sand  | Tomasz Bednarek | Santiago González Travis Rettenmaier | 6:76, 1:6        |
| 2.  | 14. Juli 2013 | Stuttgart | Sand  | Tomasz Bednarek | Facundo Bagnis Thomaz Bellucci       | 6:2, 4:6, [9:11] |